# Christoph Wilhelm II. von Thürheim
Christoph Wilhelm II. von Thürheim (* 3. Januar 1731 in Linz; † 29. Juli 1809 in Linz) aus dem Geschlecht der Thürheim war unter Kaiserin Maria Theresia und Kaiser Joseph II. von 1763 bis 1786 Hauptmann des Landes ob der Enns, ein Amt, das sein Großvater Christoph Wilhelm I. von Thürheim bereits in den Jahren 1713 bis 1738 innehatte.

## Leben
Christoph Wilhelm war der erstgeborene Sohn des früh verstorbenen Grafen Johann Wilhelm und dessen Gemahlin Maria Albertine Gräfin von Sprinzenstein. Nach Vollendung seiner Ausbildung übernahm er 1755 den Besitz von der Vormundschaftsverwaltung. Bald wurde er Regierungsrat in Österreich ob der Enns, kaiserlicher Kämmerer und mit nur 32 Jahren Landeshauptmann ob der Enns mit Sitz in Linz. 
1777/78 ließ Thürheim durch Johann Adam Trauner sein Herrschaftsarchiv auf Schloss Weinberg neu ordnen.
Im Jahr 1779 wickelte er als bevollmächtigter kaiserlicher Commissär die Übernahme des Innviertels nach dem Frieden von Teschen ab.
Im Jahr 1783 erhielt der bisherige Landeshauptmann Thürheim die von Kaiser Joseph II. neu geschaffene Funktionsbezeichnung „Regierungspräsident von Oberösterreich“.
Nach Unstimmigkeiten mit dem Kaiser resignierte Thürheim im Jahr 1786 und zog sich ins Privatleben zurück. 

## Familie
Thürheim heiratete dreimal:
- 1763 Gräfin Antonia Maria Kaunitz-Rietberg, eine Tochter des Staatskanzlers Fürst Kaunitz, die nur 25-jährig im Jahr 1769 bei der Geburt einer Tochter verstarb.
- 1771 die verwitwete Gräfin Maria Anna Migazzi, die ihm zwei Töchter gebar. Der zweiten Tochter Maria Franziska übergab er 1802 die Herrschaften Hagenberg und Bodendorf bei Katsdorf.
- 1802 Gräfin Maria Gaisruck

Da Thürheim keine männlichen Erben hatte, verständigte er sich 1806 mit seinem Verwandten Josef Wenzel Thürheim von der Schwertberger Linie und überließ ihm gegen Zahlung von 200.000 Gulden noch zu Lebzeiten die Herrschaft Weinberg.